# Чкаловский (Асекеевский район)
Чкаловский — посёлок в Асекеевском районе Оренбургской области России. Административный центр Чкаловского сельсовета.

## Инфраструктура
В посёлке имеются средняя школа, амбулатория, несколько магазинов.

## История
В 1962 г. указом Президиума Верховного Совета РСФСР посёлок центральной усадьбы совхоза имени Чкалова переименован в Чкаловский.

## Население
| 2010 |
| ---- |
| 1709 |